# فرودگاه آبی لیک موسکوکا سوته
فرودگاه آبی لیک موسکوکا سوته (به انگلیسی: Lake Muskoka South Water Aerodrome) یک فرودگاه همگانی است که یک باند فرود آب دارد. این فرودگاه در کشور کانادا قرار دارد و در ارتفاع ۲۲۵ متری از سطح دریا واقع شده است.